# Lautaro Comas
Lautaro Nicolás Comas (Paraná, 15 gennaio 1995) è un calciatore argentino, attaccante dello Sp. Luqueño.